# استخراج سیال فوق بحرانی
استخراج سیال فوق بحرانی
استخراج سیال فوق بحرانی (SFE) فرایند جداسازی یک جزء (عصاره‌گیر) از دیگری (ماتریس) با استفاده از سیالات فوق بحرانی به عنوان حلال استخراج است. استخراج معمولاً از یک ماتریس جامد است، اما می‌تواند از مایعات نیز باشد. SFE را می‌توان به عنوان مرحله آماده‌سازی نمونه برای اهداف تحلیلی یا در مقیاس بزرگتر برای حذف مواد ناخواسته از یک محصول (مثلاً کافئین زدایی ) یا جمع‌آوری یک محصول مورد نظر (مثلاً اسانس ) استفاده کرد. این اسانس‌ها می‌توانند شامل لیمونن و سایر حلال‌های مستقیم باشند. دی‌اکسید کربن (CO2) پرمصرف‌ترین سیال فوق بحرانی است که گاهی توسط حلال‌هایی مانند اتانول یا متانول اصلاح می‌شود. شرایط استخراج برای دی‌اکسید کربن فوق بحرانی بالاتر از دمای بحرانی 31 است درجه سانتی گراد و فشار بحرانی 74 بار . اضافه کردن اصلاح کننده‌ها ممکن است کمی این را تغییر دهد. بحث زیر عمدتاً به استخراج با CO2 اشاره دارد، مگر در مواردی که مشخص شده‌است.
مزایا
گزینش پذیری
خواص سیال فوق بحرانی را می‌توان با تغییر فشار و دما تغییر داد و امکان استخراج انتخابی را فراهم کرد. به عنوان مثال، روغن‌های فرار را می‌توان از یک گیاه با فشار کم (100 بار) استخراج کرد، در حالی که استخراج مایع چربی‌ها را نیز حذف می‌کند. لیپیدها را می‌توان با استفاده از CO2 خالص در فشارهای بالاتر حذف کرد و سپس فسفولیپیدها را می‌توان با افزودن اتانول به حلال حذف کرد. از همین اصل می‌توان برای استخراج پلی فنل‌ها و اسیدهای چرب غیراشباع به‌طور جداگانه از ضایعات شراب استفاده کرد. 

سرعت
استخراج یک فرایند مبتنی بر انتشار است که در آن حلال باید به درون ماتریکس و مواد استخراج شده به خارج از ماتریس به داخل حلال پخش شود. انتشار در سیالات فوق بحرانی بسیار سریعتر از مایعات است و بنابراین استخراج می‌تواند سریعتر اتفاق بیفتد. علاوه بر این، به دلیل عدم کشش سطحی و ویسکوزیته ناچیز در مقایسه با مایعات، حلال می‌تواند بیشتر به داخل ماتریکس غیرقابل دسترس مایعات نفوذ کند. استخراج با استفاده از مایع آلی ممکن است چندین ساعت طول بکشد، در حالی که استخراج سیال فوق بحرانی را می‌توان در 10 تا 60 دقیقه کامل کرد. 
محدودیت‌ها
نیاز به فشارهای بالا هزینه را در مقایسه با استخراج مایع معمولی افزایش می‌دهد، بنابراین SFE تنها در مواردی استفاده می‌شود که مزایای قابل توجهی وجود داشته باشد. دی‌اکسید کربن به خودی خود غیر قطبی است و قدرت انحلال کمی دارد، بنابراین همیشه نمی‌تواند به تنهایی به عنوان یک حلال استفاده شود، به ویژه برای املاح قطبی. استفاده از اصلاح کننده‌ها دامنه مواد قابل استخراج را افزایش می‌دهد. اصلاح کننده‌های درجه غذایی مانند اتانول اغلب می‌توانند استفاده شوند و همچنین می‌توانند به جمع‌آوری مواد استخراج شده کمک کنند، اما برخی از مزایای استفاده از حلالی که در دمای اتاق به صورت گاز است را کاهش می‌دهد.
روش کار
این سیستم باید دارای یک پمپ برای CO2 ، یک سلول فشار برای نگهداری نمونه، وسیله ای برای حفظ فشار در سیستم و یک مخزن جمع‌آوری باشد. مایع به یک منطقه گرمایش پمپ می‌شود، جایی که تا شرایط فوق بحرانی گرم می‌شود. سپس به ظرف استخراج می‌رود، جایی که به سرعت در ماتریکس جامد پخش می‌شود و موادی را که قرار است استخراج شود حل می‌کند. مواد محلول از سلول استخراج به جداکننده با فشار کمتر جاروب می‌شود و مواد استخراج شده ته‌نشین می‌شود. سپس CO2 را می‌توان خنک کرد، دوباره فشرده کرد و بازیافت کرد یا به اتمسفر تخلیه کرد.
پمپ‌ها

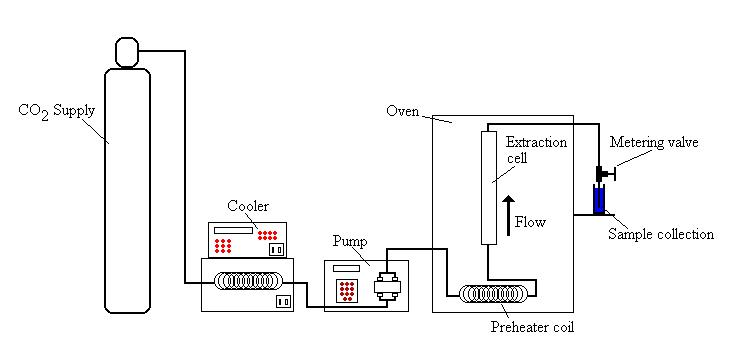
شکل 1. نمودار شماتیک دستگاه SFE

دی‌اکسید کربن ( CO2 ) معمولاً به صورت مایع پمپ می‌شود که معمولاً کمتر از 5 است درجه سانتی گراد (41 درجه فارنهایت) و فشاری حدود 50 بار. حلال به صورت مایع پمپ می‌شود زیرا تقریباً تراکم ناپذیر است. اگر به عنوان یک سیال فوق بحرانی پمپ می‌شد، بیشتر جریان پمپ در فشرده سازی سیال به جای پمپاژ آن مصرف می‌شد. برای استخراج در مقیاس کوچک (تا چند گرم در دقیقه)، اغلب از پمپ‌های CO2 متقابل یا پمپ‌های سرنگ استفاده می‌شود. برای استخراج در مقیاس بزرگتر، پمپ‌های دیافراگمی رایج‌ترین هستند. هد پمپ‌ها معمولاً به خنک شدن نیاز دارند و CO2 نیز قبل از ورود به پمپ خنک می‌شود.
مخازن تحت فشار
مخازن تحت فشار می‌توانند از لوله‌های ساده تا مخازن پیچیده‌تر با اتصالات آزادسازی سریع متغیر باشند. فشار مورد نیاز حداقل 74 بار است و بیشتر استخراج‌ها در فشار کمتر از 350 بار انجام می‌شود. با این حال، گاهی اوقات به فشارهای بالاتری نیاز است، مانند استخراج روغن‌های گیاهی، که گاهی اوقات فشار 800 بار برای اختلاط کامل دو فاز مورد نیاز است. 
کشتی باید مجهز به وسیله گرمایش باشد. می‌توان آن را در داخل یک اجاق برای ظروف کوچک، یا یک ژاکت روغنی یا الکتریکی برای ظروف بزرگتر قرار داد. در صورت استفاده از مهر و موم‌های لاستیکی روی ظرف باید مراقب بود، زیرا ممکن است دی‌اکسید کربن فوق بحرانی در لاستیک حل شود و باعث تورم شود و لاستیک در هنگام کاهش فشار, پاره شود.
حفظ فشار
فشار در سیستم باید از پمپ درست از طریق مخزن تحت فشار حفظ شود. در سیستم‌های کوچکتر (تا حدود 10 میلی لیتر در دقیقه) می‌توان از یک محدودکننده ساده استفاده کرد. این می‌تواند یک لوله مویین از طول بریده شده باشد یا یک شیر سوزنی که می‌تواند برای حفظ فشار در نرخ‌های جریان مختلف تنظیم شود. در سیستم‌های بزرگ‌تر از یک تنظیم‌کننده فشار برگشتی استفاده می‌شود که فشار را در بالادست رگولاتور با استفاده از فنر، هوای فشرده یا شیر الکترونیکی حفظ می‌کند. هر کدام که استفاده می‌شود، گرمایش باید تأمین شود، زیرا انبساط آدیاباتیک CO2 منجر به خنک شدن قابل توجهی می‌شود. اگر آب یا سایر مواد استخراج شده در نمونه وجود داشته باشد، مشکل ساز است، زیرا ممکن است در محدود کننده یا شیر منجمد شود و باعث انسداد شود.
گرمایش و سرمایش
این یک جنبه مهم است. سیال قبل از پمپاژ خنک می‌شود تا شرایط مایع حفظ شود، سپس پس از فشار دادن گرم می‌شود. همان‌طور که سیال به داخل جداکننده منبسط می‌شود، برای جلوگیری از سرد شدن بیش از حد باید گرما فراهم شود. برای استخراج در مقیاس کوچک، مانند اهداف تحلیلی، معمولاً کافی است سیال را در طول لوله‌ای در داخل کوره حاوی سلول استخراج از قبل گرم کنید. محدود کننده را می‌توان به صورت الکتریکی گرم کرد یا حتی با سشوار گرم کرد. برای سیستم‌های بزرگتر، انرژی مورد نیاز در طول هر مرحله از فرایند را می‌توان با استفاده از خواص ترمودینامیکی سیال فوق بحرانی محاسبه کرد. 
مدل ساده SFE
دو مرحله اساسی برای SFE وجود دارد، انتقال (از طریق انتشار یا غیره) ذرات جامد به سطح، و انحلال در سیال فوق بحرانی. عوامل دیگر، مانند انتشار در ذره توسط SF و انتشار برگشت‌پذیر مانند دفع از یک مکان فعال، گاهی اوقات مهم هستند، اما در اینجا به‌طور مفصل به آن پرداخته نشده‌است. مراحل استخراج از یک ذره کروی که در شروع استخراج سطح استخراج کننده در کل کره برابر است به این شکل می‌باشد که با شروع استخراج، ابتدا مواد از لبه کره استخراج می‌شود و غلظت در مرکز بدون تغییر است. با پیشرفت استخراج، با انتشار ماده استخراج کننده به سمت لبه کره، غلظت در مرکز کره کاهش می‌یابد.  

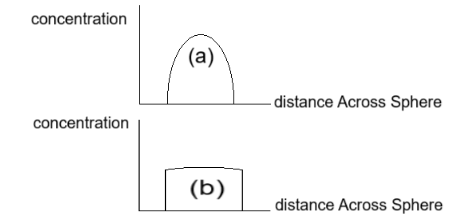
شکل 2. پروفیل های غلظت برای (الف) انتشار محدود و (ب) استخراج محدود با حلالیت

نرخ‌های نسبی انتشار و انحلال با دو حالت شدید در شکل 2 نشان داده شده‌است. شکل 2a موردی را نشان می‌دهد که در آن انحلال نسبت به انتشار سریع است. این ماده سریعتر از اینکه بتواند از مرکز پخش شود از لبه دور می‌شود، بنابراین غلظت در لبه به صفر می‌رسد. مواد به همان سرعتی که به سطح می‌رسند دور می‌شوند و استخراج کاملاً با انتشار محدود می‌شود. در اینجا سرعت استخراج را می‌توان با افزایش سرعت انتشار، به عنوان مثال افزایش دما، افزایش داد، اما نه با افزایش سرعت جریان حلال. شکل 2b موردی را نشان می‌دهد که در آن حلالیت نسبت به انتشار کم است. عصاره‌گیر می‌تواند سریع‌تر از آنچه حلال آن را دور کند به لبه پخش می‌شود و پروفیل غلظت صاف است. در این حالت می‌توان با افزایش سرعت انحلال، برای مثال با افزایش سرعت جریان حلال، سرعت استخراج را افزایش داد.

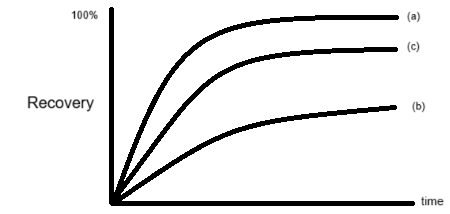
شکل 3. مشخصات استخراج برای انواع مختلف استخراج

منحنی استخراج از درصد بازیابی در طول زمان می‌تواند برای روشن کردن نوع استخراج استفاده شود. شکل 3(a) منحنی بالایی یک منحنی کنترل شده انتشار معمولی را نشان می‌دهد. استخراج در ابتدا سریع است، تا زمانی که غلظت در سطح به صفر برسد، و سپس سرعت بسیار کندتر می‌شود. این درصد استخراج شده در نهایت به 100 درصد نزدیک می‌شود. شکل 3(ب) منحنی پایینی منحنی برای استخراج محدود با حلالیت را نشان می‌دهد. سرعت استخراج تقریباً ثابت است و فقط در انتهای استخراج صاف می‌شود. شکل 3(c) منحنی وسط منحنی را نشان می‌دهد که در آن اثرات ماتریس قابل توجهی وجود دارد، جایی که نوعی تعامل برگشت‌پذیر با ماتریس وجود دارد، مانند دفع از یک سایت فعال. بازیابی صاف می‌شود و اگر مقدار 100٪ مشخص نباشد، تشخیص اینکه استخراج کمتر از کامل است دشوار است.
بهینه سازی
بهینه به هدف استخراج بستگی دارد. برای یک استخراج تحلیلی برای تعیین مثلاً محتوای آنتی‌اکسیدانی یک پلیمر ، فاکتورهای اساسی استخراج کامل در کوتاه‌ترین زمان است. با این حال، برای تولید یک عصاره اسانس از یک گیاه، مقدار CO2 مورد استفاده هزینه قابل توجهی خواهد بود، و استخراج "کامل" مورد نیاز نیست، عملکرد 70 تا 80 درصد شاید برای ارائه بازده اقتصادی کافی باشد. در موردی دیگر، گزینش پذیری ممکن است مهم‌تر باشد، و اگر تبعیض بیشتری ایجاد کند، کاهش نرخ استخراج ارجحیت دارد. بنابراین، نظرات کمی می‌تواند ارائه شود که به‌طور جهانی قابل اجرا باشد. با این حال، برخی از اصول کلی در زیر بیان شده‌است.
به حداکثر رساندن انتشار
این را می‌توان با افزایش دما، متورم کردن ماتریس یا کاهش اندازه ذرات به دست آورد. گاهی اوقات می‌توان با افزایش فشار حلال و با افزودن اصلاح کننده‌ها به حلال، تورم ماتریکس را افزایش داد. برخی از پلیمرها و الاستومرها به‌طور خاص به‌طور چشمگیری توسط CO2 متورم می‌شوند و در برخی موارد انتشار آن تا چندین مرتبه قدر افزایش می‌یابد. 
به حداکثر رساندن حلالیت
به‌طور کلی، فشار بالاتر حلالیت را افزایش می‌دهد. تأثیر دما کمتر قطعی است، زیرا نزدیک به نقطه بحرانی، افزایش دما باعث کاهش چگالی و در نتیجه قدرت انحلال می‌شود. در فشارهای بسیار بالاتر از فشار بحرانی ، حلالیت احتمالاً با دما افزایش می‌یابد.  افزودن سطوح کم اصلاح‌کننده‌ها (که گاهی اوقات به آن مواد افزودنی می‌گویند) مانند متانول و اتانول نیز می‌تواند حلالیت را به‌ویژه ترکیبات قطبی‌تر به میزان قابل توجهی افزایش دهد.
بهینه‌سازی نرخ جریان
سرعت جریان دی‌اکسید کربن فوق بحرانی باید بر حسب جریان جرمی اندازه‌گیری شود نه بر حسب حجم، زیرا چگالی CO2 با توجه به دما هم قبل از ورود به سر پمپ و هم در حین فشرده سازی تغییر می‌کند. فلومترهای کوریولیس برای دستیابی به چنین تأییدی جریان بهترین استفاده را دارند. برای به حداکثر رساندن سرعت استخراج، سرعت جریان باید به اندازه‌ای باشد که استخراج کاملاً محدود به انتشار باشد (اما این امر باعث اتلاف حلال خواهد شد). با این حال، برای به حداقل رساندن مقدار حلال مورد استفاده، استخراج باید کاملاً محدود به حلالیت باشد (که زمان بسیار زیادی طول خواهد کشید). بنابراین نرخ جریان باید بسته به عوامل رقابتی زمان و هزینه‌های حلال و همچنین هزینه‌های سرمایه ای پمپ‌ها، بخاری‌ها و مبدل‌های حرارتی تعیین شود. نرخ جریان بهینه احتمالاً جایی در منطقه ای خواهد بود که هم حلالیت و هم انتشار عوامل مهمی هستند.
همچنین ببینید
- تجهیزات آزمایشگاهی
- تقطیر بخار
- استخراج سریع حلال

منابع
1. Tanaka, Y.; Takeshi, O (2004). "Extraction of Phospholipids from salmon roe with supercritical carbon dioxide and an entrainer". Journal of Oleo Science. 53 (9): 417–424. doi:10.5650/jos.53.417. Retrieved 2007-12-05.
2. ^ Aizpurua-Olaizola, Oier; Ormazabal, Markel; Vallejo, Asier; Olivares, Maitane; Navarro, Patricia; Etxebarria, Nestor; Usobiaga, Aresatz (2015-01-01). "Optimization of Supercritical Fluid Consecutive Extractions of Fatty Acids and Polyphenols from Vitis Vinifera Grape Wastes". Journal of Food Science (به انگلیسی). 80 (1): E101–E107. doi:10.1111/1750-3841.12715. ISSN 1750-3841. PMID 25471637.
3. ^ Skoog (2007) [1998]. "29". Principles of Instrumental Analysis. David Harris. p. 863. ISBN 978-0-495-01201-6.
4. ^ King, Jerry W. (2002). "34, Supercritical Fluid Technology for Lipid Extraction, Fractionation and Reactions" (PDF).  In Tsung Min Kuo and Harold Gardner (ed.). Lipid Biotechnology. New York: Marcel Dekker Inc. pp. 663–687.
5. ^ "Calculation of Density, Enthalpy and Entropy for Supercritical Carbon Dioxide with Examples". Archived from the original on 2008-05-05. Retrieved 2007-12-17.
6. ^ Clifford, Tony (1999). Fundamentals of Supercritical Fluids. Oxford: Oxford Science Publications. ISBN 978-0-19-850137-4.
7. ^ Vandenburg, H. J.; Clifford, Anthony A.;  et al. (1997). "Analytical Extraction of Additives from Polymers". Analyst. 122 (9): 101R–115R. doi:10.1039/a704052k.
8. ^ "Supercritical Fluid Extraction, Density Considerations". Retrieved 2008-01-04.